# アプリケーション層
アプリケーション層（アプリケーションそう、Application layer）とは、通信ネットワークにおいてホストが用いる共用のプロトコルとインターフェースメソッドを示す抽象化レイヤーである。「アプリケーション層」という抽象概念はコンピュータネットワークの標準的なモデルであるインターネット・プロトコル・スイート(
TCP/IPモデル)および開放型システム間相互接続モデル（OSI参照モデル）の両方で使われている。
いずれのモデルでも「アプリケーション層」という用語を、それぞれにおける最高レベルのレイヤの名前として用いているが、詳細な定義やレイヤの役割は異なっている。
TCP/IPモデルにおいては、アプリケーション層は4階層ある内の第4層にあたり、IPのコンピュータネットワークを介したプロセス間通信に使われる通信プロトコルとインターフェースメソッドを含んでいる。アプリケーション層は通信だけを標準化しており、ホスト間のデータ通信チャネルの確立と、クライアントーサーバ間またはピアツーピアのネットワーキング・モデルにおけるデータ交換の管理は、下位のトランスポート層のプロトコルに依存している。TCP/IPのアプリケーション層は、通信の際にアプリケーションが考慮せねばならない特定のルールあるいはデータ形式を定めていないが、元々の仕様(RFC 1123)はソフトウェア設計における堅牢性原則(robustness principle) に依拠し、またそれを勧告している
TCP/IPモデルでのアプリケーション層は、OSI参照モデルのアプリケーション層、プレゼンテーション層、およびセッション層の三階層に対応する。従ってOSI参照モデルの「アプリケーション層」の定義が意味する範囲はTCP/IPの「アプリケーション層」よりも狭い。
OSIモデルにおけるアプリケーション層は、7階層ある内の第7層にあたり、受信した情報をユーザーに表示するユーザー・インターフェイスと定義している。一方、IPモデルでは、その部分にOSIモデルほどの詳細さで関心を寄せてはいない。OSIモデルでは、トランスポート層の上にも二つの追加的なレベルがある――すなわちセッション層とプレゼンテーション層である。OSIはこれらのレベルの機能を厳格にモジュール分離し、各層にOSIプロトコルの実装を提供すべきことを規定している。
OSIモデルのアプリケーション層は、アプリケーションプロセスのための共通アプリケーションサービスへ直接接続して実行する。またプレゼンテーション層に対して要求も行う。共通アプリケーション層サービスは、関連するアプリケーションプロセス間の意味的な変換を提供する。注意:  一般的に興味が有る共通アプリケーションサービスの一例としては、仮想ファイル、仮想端末、ジョブの転送及び操作プロトコルを含む。

## 例
- 9P, Plan 9 from Bell Labs distributed file system protocol
- AFP, Apple Filing Protocol
- APPC, Advanced Program-to-Program Communication
- AMQP, Advanced Message Queuing Protocol
- Basenet
- Bitcoin
- BitTorrent
- Atom Publishing Protocol
- BOOTP, Bootstrap Protocol
- CFDP, Coherent File Distribution Protocol
- DDS, Data Distribution Service
- DHCP, Dynamic Host Configuration Protocol
- DeviceNet
- DNS, Domain Name System (Service) Protocol
- eDonkey
- ENRP, Endpoint Handlespace Redundancy Protocol
- FastTrack (KaZaa, Grokster, iMesh)
- Finger, User Information Protocol
- Freenet
- FTAM, File Transfer Access and Management
- FTP, File Transfer Protocol
- Gopher, Gopher protocol
- HL7, Health Level Seven
- HTTP, HyperText Transfer Protocol
- H.323, Packet-Based Multimedia Communications System
- IMAP, IMAP4, Internet Message Access Protocol (version 4)
- IRCP, Internet Relay Chat Protocol
- LDAP, Lightweight Directory Access Protocol
- LPD, Line Printer Daemon Protocol
- MIME (S/MIME), Multipurpose Internet Mail ExtensionsとSecure MIME
- Modbus
- NETCONF
- NFS, Network File System
- NIS, Network Information Service
- NNTP, Network News Transfer Protocol
- NTCIP, National Transportation Communications for Intelligent Transportation System Protocol
- NTP, Network Time Protocol
- OSCAR, AOL Instant Messenger Protocol
- PNRP, Peer Name Resolution Protocol
- POP, POP3, Post Office Protocol (version 3)
- Rlogin, Remote Login in UNIX Systems
- RTPS, Real Time Publish Subscribe
- RTSP, Real Time Streaming Protocol
- SAP, Session Announcement Protocol
- SDP, Session Description Protocol
- SIP, Session Initiation Protocol
- SLP, Service Location Protocol
- SMB, Server Message Block
- SMTP, Simple Mail Transfer Protocol
- SNMP Simple Network Management Protocol
- SNTP, Simple Network Time Protocol
- SOAP
- RDP,  Remote Desktop Protocol
- SSH, Secure Shell
- TCAP, Transaction Capabilities Application Part
- TDS, Tabular Data Stream
- TELNET, Terminal Emulation Protocol of TCP/IP
- TFTP, Trivial File Transfer Protocol
- TSP, Time Stamp Protocol
- VTP, Virtual Terminal Protocol
- Waka (protocol), an HTTP replacement protocol
- Whois (and RWhois), Remote Directory Access Protocol
- WebDAV
- X.400, Message Handling Service Protocol
- X.500, Directory Access Protocol (DAP)
- XMPP, Extensible Messaging and Presence Protocol